# Cumberland (Washington)
Cumberland az Amerikai Egyesült Államok északnyugati részén, Washington állam King megyéjében elhelyezkedő önkormányzat nélküli település.
A település nevét az Appalache-hegység azonos nevű régiójáról kapta.
1989-ben a King megyei szennyvízkezelő vállalat az iszapot a Cumberlandtől északra fekvő erdőbe szivattyúzta volna, azonban a tiltakozások miatt elvégzett hatástanulmány kimutatta, hogy a szennyvízben különféle mérgező anyagok találhatóak, így a projektet leállították.

## Fordítás
- Ez a szócikk részben vagy egészben  a   Cumberland, Washington című angol Wikipédia-szócikk ezen változatának fordításán alapul.  Az eredeti cikk szerkesztőit annak laptörténete sorolja fel. Ez a jelzés csupán a megfogalmazás eredetét és a szerzői jogokat jelzi, nem szolgál a cikkben szereplő információk forrásmegjelöléseként.